# معتمدية السواسي
معتمدية السواسي إحدى معتمديات الجمهورية التونسية، تابعة لولاية المهدية.
facebook.com/smala5140

## مواضيع ذات علاقة
- ولاية المهدية.

وتتكون من جزأين السواسي الصغرى والسواسي الكبرى
```
السواسي الكبرى
 : تتكون من مجموعة أرياف وقرى 
```

السواسي الصغرى :تتكون من 3 أحياء حي الملاجي أو الحي الشعبي والفيلت والأفهاش